# Многослойный перцептрон Розенблатта
Многослойный перцептрон Розенблатта — перцептрон с дополнительными слоями А — элементов, расположенными между S- и R-элементами. Определение Розенблатта отличается от  многослойного перцептрона Румельхарта и является более общим случаем по отношению к нему. Так как элементарный перцептрон уже обладал двумя слоями связей и тремя слоями элементов (нейронов), то такой перцептрон не считался многослойным, и многослойность подразумевалась только при наличии минимум четырёх слоёв элементов. Другое важное отличие состояло в том, что у Розенблатта необязательно все связи были обучаемые, часть из них могла быть случайно выбрана и фиксирована. Румельхарт же предполагал, что все связи многослойного перцептрона обучаемы. Поэтому полным эквивалентом  многослойного перцептрона Румельхарта у Розенблатта является перцептрон с переменными S-A связями.